# Pont de Cadillac
Le pont de Cadillac est un pont routier de type Eiffel, à structure métallique franchissant la Garonne, sur la route départementale D11 et reliant la commune de Cadillac-sur-Garonne à la rive gauche de la Garonne.

## Géographie
Pont situé sur la Garonne entre les communes de Cadillac-sur-Garonne (en rive droite) et la commune de Cérons (en rive gauche).

## Histoire
Le pont est inauguré en 1880 par le cardinal Ferdinand-François-Auguste Donnet.
Un pont a précédé la construction du pont Eiffel sur le même emplacement.

## Caractéristiques techniques
Pont en poutre à treillis multiple d'une Longueur de 251 mètres et large de 5 mètres

### Construction
Un tablier est posé sur cinq piles et entouré d'une sorte de cage métallique de type Eiffel.